# Đồng Đăng
 (février 2015).
Si vous disposez d'ouvrages ou d'articles de référence ou si vous connaissez des sites web de qualité traitant du thème abordé ici, merci de compléter l'article en donnant les références utiles à sa vérifiabilité et en les liant à la section « Notes et références ».
Dong Dang (vietnamien : Đồng Đăng) est une ville du district de Cao Lộc, dans la province de Lạng Sơn, au Vietnam. Elle est surtout connue comme ville frontière pour la route et le chemin de fer avec la Chine. Elle est située sur la route nationale Quốc lộ 1A.
La gare ferroviaire de Dong Dang et la ville sont à quelques courts kilomètres de distance de la « frontière de l'amitié ». C'est un des trois principaux postes frontières avec la Chine, les autres étant Móng Cái-Dongxing avec la province chinoise du Guangxi, à l'Est de la côte, et Lao Cai-Hekou (Yunnan) à l'intérieur des terres, à 150 km au Nord-Ouest. Un quatrième point frontalier est le Trà Lĩnh District-Longbang, traversant également vers le Guangxi.

## Histoire
La bataille de Dong Dang, dirigée par le Général Oscar de Négrier, s'y déroula le 23 février 1885, lors de la Guerre franco-chinoise.
En septembre 1940, un groupe d'officiers japonais, malgré un accord signé le 22, attaqua Đồng Đăng et assiégea Lam Sơn, déclenchant l'invasion japonaise de l'Indochine française.
En mars 1945, les Japonais attaquèrent à nouveau et ce fut le site des combats les plus acharnés du coup d'État de mars, lorsqu'une compagnie de fusils tonkinois et une batterie d'artillerie coloniale retinrent les envahisseurs pendant trois jours avant d'être massacrés par eux.
En 1979, la ville frontalière est devenue le terrain d'engagements lourds entre les forces chinoises et vietnamiennes pendant la guerre sino-vietnamienne.

## Géographie
156 mètres d'altitude.